# Jérôme Reehuis
Hieronymus Gerhardus Maria (Jérôme) Reehuis (Apeldoorn, 7 juli 1939 – Amsterdam, 17 mei 2013) was een Nederlands acteur en dichter.

## Loopbaan
Reehuis was bekend om zijn markante stem, goede dictie en enigszins gedrongen postuur. Hij raakte bij het grote publiek bekend door zijn rol in de film De boezemvriend van André van Duin. Reehuis speelde eind 1967 samen met Marina Schapers ook in Masscheroen, het destijds als choquerend betitelde stuk van Hugo Claus, op het Festival voor Experimenteel Theater in Knokke.
Hij speelde in het theater en werkte in de jaren zeventig mee aan het satirisch theaterprogramma Scherts, satire, songs en ander snoepgoed met Robert Long, Dimitri Frenkel Frank en Jenny Arean, dat een jaar later werd vervolgd.
In de jaren die volgden, verscheen Reehuis regelmatig op de televisie en in films, maar na de jaren negentig speelde hij weer wat vaker in het theater. De laatste film waarin hij speelde was De zeemeerman uit 1996, een film met onder anderen Katja Schuurman.

## Film en televisie
- De man telt niet mee (1967) – Griffier
- De rozen van Henry Thayer (1968) – Tweede bediende
- Mariken van Nieumeghen (1968) – Die Borgher
- Gebeden uit de ark (1972-1973) (uitgezonden door IKOR)
- De erfgenamen van Ravenborgh (1973-1974)
- Naakt over de schutting (1973) – Lode Zaayer
- De Sabijnse maagdenroof (1973) – Emil Gross
- Robin Hood (1973, Disney-tekenfilm) – Sheriff van Nottingham (stem)
- Trouwfeest (1974, televisie) – Bruidegom
- Alicia (1974) – Notaris
- Mens erger je niet (1975)
- Klaverweide, afl. 11: "Karin gaat met Paul" (1975)
- Ieder zijn deel (1976) – gastrol in afl. 1
- TED/PAULA; PAULA/TED (1976)
- Het Grote Verhaal van Winnie de Poeh (1977) – Uil (stem) (nasynchronisatie uit 1991)
- Rubens, schilder en diplomaat (1977) – Hertog Vincent van Gonzagua
- Hotel de Witte Raaf (1980-1981)
- Hoge hakken, echte liefde (1981) – Huib
- Mata Hari (1980-1981)
- Ik ben Joep Meloen (1981) – Muziekuitgever
- De boezemvriend (1982) – Napoleon
- De mannetjesmaker (1983) – Grafredenaar
- Snorkels (1984) – Grootwier (stem)
- De Leeuw van Vlaanderen (1984) - Frans edelman
- Thomas en Senior op het spoor van Brute Berend (1985) – Mulder
- De Bluffers (1986-1987, tekenfilmserie) – Clandestino (stem)
- Nitwits (1987) – Filmregisseur
- Dr. Krankenstein (1987) – Spreekstalmeester
- Oliver & Co. (1988) – Francis (stem)
- Rituelen (1989) – Roozenboom
- Asterix en de knallende ketel (1989) – Centurion (stem)
- Hanekam de Rocker (1990, tekenfilm) – Baron, Uil (stem)
- In de Vlaamsche pot, afl. 3.13: "Chateau Sweelinck Aerdenhout" (1992) – Wijnkenner
- Tom and Jerry: The Movie (1993) - Doctor Appelwang (stem)
- Duimelijntje (1994) – Meneer Mol (stem)
- Vraag 't aan Dolly (1995)
- De zeemeerman (1996) – Professor Swezick
- Atlantis: De verzonken stad (2001) – Harcourt (stem)
- Harry Potter en de Geheime Kamer (2002) - Cornelis Droebel (stem)
- Harry Potter en de Gevangene van Azkaban (2004) - Cornelis Droebel (stem)
- Harry Potter en de Vuurbeker (2005) - Cornelis Droebel (stem)
- Harry Potter en de Orde van de Feniks (2007) - Cornelis Droebel (stem)